# Sabu (película)
SABU (en japonés: さぶ, Sabu?) es una película japonesa dirigida por Takashi Miike, estrenada en 2002 y que adaptada una novela de Shūgorō Yamamoto. Es un drama televisivo producido para conmemorar el 40.º aniversario de Nagoya Televisión y transmitido por TV Asahi de 20:00 a 21:48 el 14 de mayo de 2002.
Aunque el índice de audiencia promedio fue del 7,7% (en el área de Kanto), fue nominado para el 40.º Galaxy Award. Al 29.º Premio de la Fundación Cultura de Radiodifusión (The Foundation of Broadcast Culture), premio al Programa de Drama de TV. Al premio a la Excelencia del 57.º Festival de las Artes de Japón y los premios de Radiodifusión Comercial Japonesa. Recibió grandes elogios, incluyendo también el premio a la excelencia de la Federación.
Debido a la gran respuesta, se estrenó en cines de cuatro localidades a nivel nacional. La versión para cine incluye escenas adicionales, lo que hace que tenga una duración de 122 minutos, mientras que la televisiva tiene una duración de 90 minutos.El DVD fue lanzado el 22 de febrero de 2003.

## Argumento
Eiji y Sabu crecen como amigos en el orfanato de Kobunecho durante el período Edo. Años más tarde, Eiji es incriminado por el robo de una pieza de tela dorada de 100 ryō y es enviado a un campo de trabajo en la isla de Ishikawa para realizar trabajos forzados. Mientras Eiji intenta sobrevivir a los tormentos físicos y mentales de su encarcelamiento, su amigo de toda la vida, Sabu, lucha en el exterior para buscar al hombre que realmente perpetró el crimen antes de que las sombrías realidades de la vida en prisión lleven a Eiji a un punto sin posibilidad de recuperación.

## Reparto
| Actor               | Papel          |
| ------------------- | -------------- |
| Tatsuya Fujiwara    | Eiji           |
| Satoshi Tsumabuki   | Sabu           |
| Tomoko Tabata       | Onobu          |
| Kazue Fukiishi      | Osue           |
| Kenji Sawada        | Okayasu        |
| Naomasa Rokudaira   | Matsuda        |
| Tatsuo Yamada       | Ryojiro Kojima |
| Yoshiki Arizono     | Yohei          |
| Keisuke Horibe      |                |
| Ken'ichi Endô       | Giichi         |
| Yoshiyuki Yamaguchi | Saiji          |
| Masashi Goda        | Mankichi       |
| Saori Yagi          | Okame          |
| Tomoka Hayashi      | Ose            |
| Naomasa Musaka      | Matsuda        |
| Mayuko Nishiyama    | Osono          |
| Ren Osugi           | Heizo          |
| Hiroshi Tamaki      | Kinta          |
| Yoji Tanaka         | Toku           |
| Kenjirō Ishimaru    | Gibei          |

## Otros créditos
- Productores: Kuniaki Matsumoto (Nagoya TV) y Yasushi Matsushita (Dentsu)
- Planificación: Tsukasa Ikegami (Dentsu) y Toshiaki Nakazawa (Sedic Internacional)
- Productor de línea: Shigeji Maeda (Rakueisha)
- Productores: Jun Haraguchi (Nagoya TV), Akira Sugawara (Dentsu) y Koji Furuta.
- Sonido: Yoshiya Obara.
- Diseñador de producción (arte): Toshiyuki Matsumiya.
- Iluminación: Akira Ono.
- Efectos de sonido: Arquebuse.
- MA: Aoi Studio Co.
- Desarrollo: IMAGICA.
- Cooperación de producción: Rakueisha y Toei Studios Kyoto.

## Lanzamiento
Sabu se estrenó el 14 de mayo de 2002 en Japón por  TV Asahi. Debido a los buenos resultados obtenidos por la audiencia, se estrenó en cines de cuatro localidades a nivel nacional, distribuido por Kinema Junpô. Se inauguró el 5 de octubre en la sala Musashinokan en Shinjuku, el 9 de noviembre en el Festivalgate en Naniwa-ku (Osaka), el 30 de noviembre en el Nagoya Piccadilly 4 (Nakanippon Kogyo) y en el Sapporo Dinos Cinema. Fue lanzada en Japón el 22 de febrero de 2003 en VHS y DVD por Shochiku. También fue lanzada en DVD fuera de Japón por Artsmagic.Todas las ediciones en DVD fueron acompañadas de material extra: 
- Making of Sabu (21:21 min.)
- 2 entrevistas con Takashi Miike (8:55 min.) y (1:26 min.)
- Entrevista con los actores: Tatsuya Fujiwara y Satoshi Tsumabuki  (3:53 min.)
- Entrevista con las actrices: Tomoko Tabata y Kazue Fukiishi (1:33 min.)

## Recepción
David Nusair, en una reseña para Reel Film Reviews, comento: «El verdadero problema es que prácticamente todo Sabu parece superfluo; Una vez que vas más allá de la intrigante configuración, la película no llega a ninguna parte. Prácticamente todas las secuencias de la película duran mucho más de lo necesario y a menudo repiten temas que ya se han tratado extensamente. Si bien los fanáticos de la película argumentarán que el ritmo deliberado de Miike (que es amablemente dicho) le permite desarrollar completamente los distintos personajes, a menos que estés dispuesto a aceptar la historia terriblemente sobria de la película, todo parece puro tedio».
Joaquín da Silva, en una reseña para EigaNove altervista, comento: «Miike explora en SABU uno de sus temas favoritos: el significado de la amistad y lealtad. Aunque, el título de la película es Sabu, éste no es en realidad el protagonista de la misma, sino que es Eiji. A pesar de esto, a pesar de seguimos el ritual de madurez de Eiji como consecuencia de su encarcelamiento, lo que más sobresale en el filme es la profunda lealtad y amistad sin límite de Sabu por Eiji».